# Austre Bokn
Austre Bokn  est une île des trois îles qui compose la commune de Bokn (avec Vestre Bokn et Ognøya), dans le comté de Rogaland, dans la mer du nord.

## Description
L'île de 7,5 km2 se trouve sur le côté nord du Boknafjord entre les îles d'Ognøya et Vestre Bokn. Elle est reliée aux deux autres îles et au continent par une série de ponts le long de la Route européenne 39 (E39). Les deux îles sont séparées d'Austre Bokn par de très petits canaux qui ne mesurent qu'environ 250 à 350 mètres de large.
La majeure partie de l'île est aride, rocheuse et inhabitée. Le Vardefjellet (188 mètres) est le point culminant de l'île. La majorité de la population de l'île est située le long des rives ouest et sud. Avec moins de 200 habitants sur l'île, c'est la deuxième île la plus peuplée de la municipalité (seules 3 îles de Bokn sont peuplées).
Un camping est situé  à l'ouest de l'île.

## Galerie

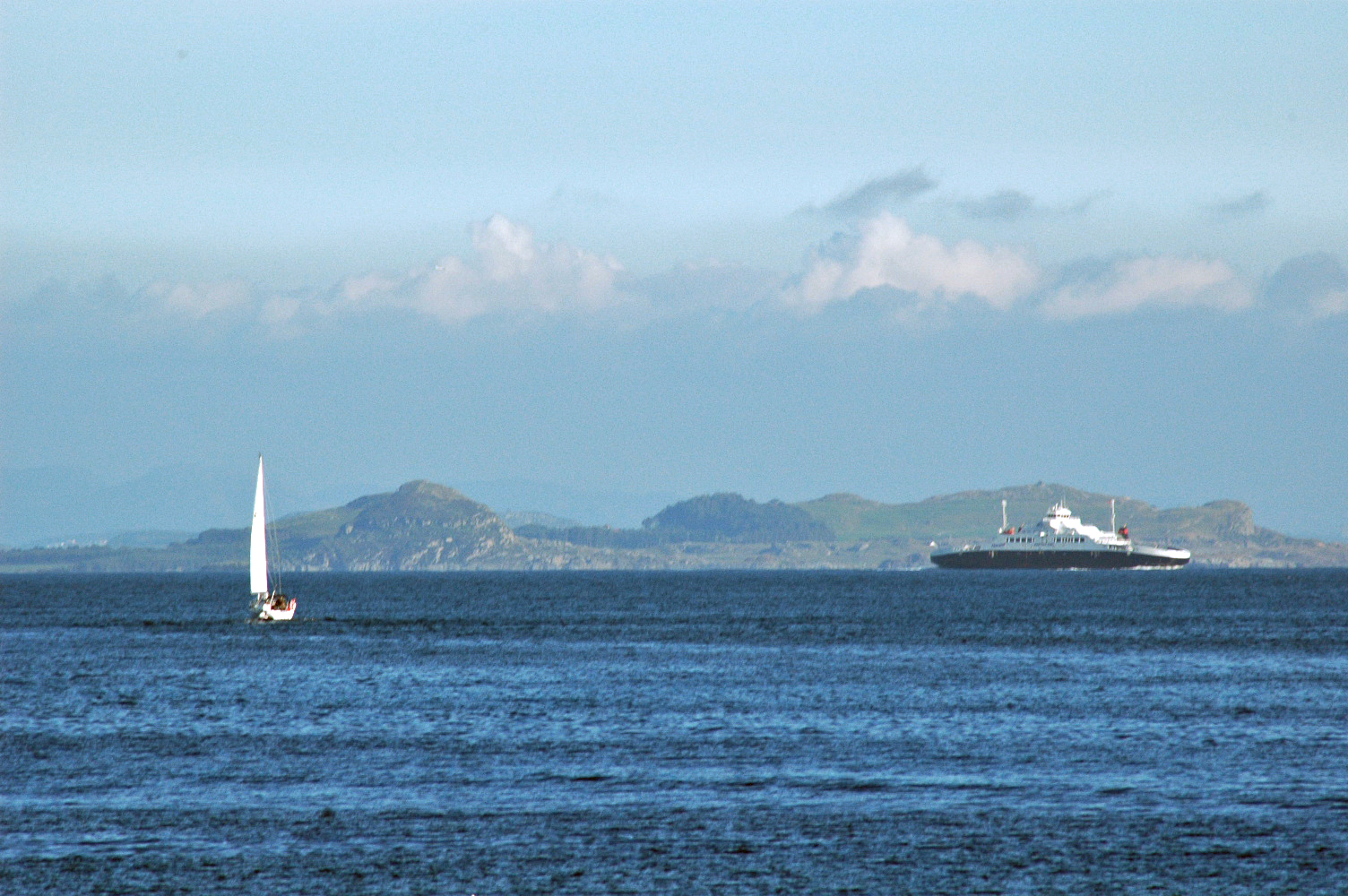
Boknafjord
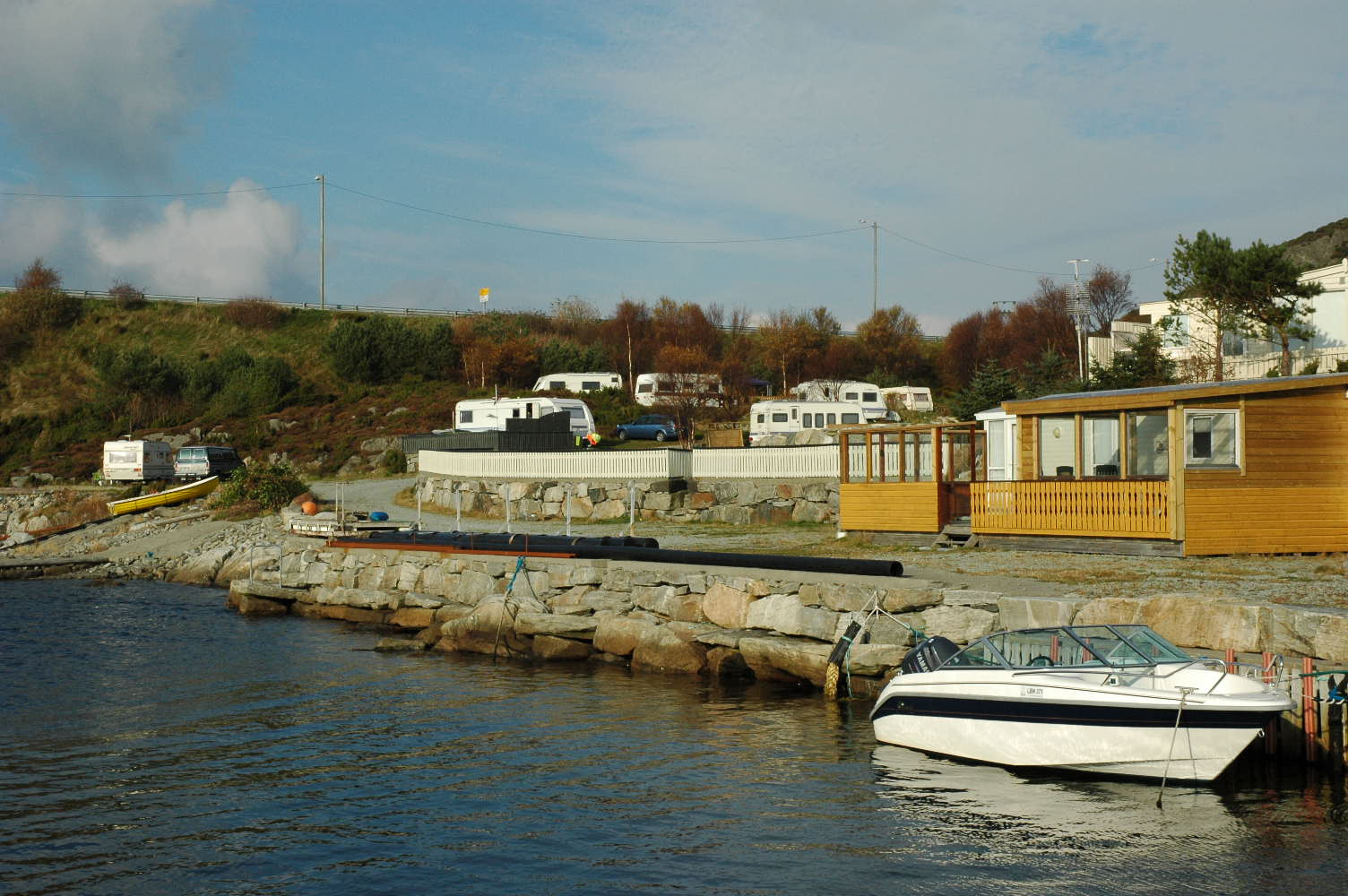
Camping deAustre Bokn